# Estación Putagán
Putagán es una estación que se ubica en la comuna chilena de Villa Alegre, en la Provincia de Linares, Región del Maule. Fue construida junto con la unión del Ferrocarril Talcahuano-Chillán y Angol con el Ferrocarril Santiago-Curicó, a fines del siglo XIX. Luego pasó a formar parte de la Red Sur de los Ferrocarriles del Estado, y es parte del Troncal Sur, ubicada en el km 288.
No contempla detención de servicios de pasajeros y posee una oficina de control de tráfico de EFE para los servicios de carga y de pasajeros; de estos últimos el mayor flujo corresponde al del servicio EFE Chillán. La casa del jefe de estación, que posee dos pisos, sufrió el derrumbe de uno de sus muros para el terremoto del 27 de febrero de 2010, siendo posteriormente abandonada; el resto de los edificios de la estación se mantiene en pie con algunos daños.